# 封戶站
封戶站（日语：／ Fube eki */?）是位於大分縣宇佐郡宇佐町（現時：宇佐市），大分交通宇佐參宮線的鐵路車站（廢站）。

## 概要
在1916年（大正5年）3月1日，隨著大分交通宇佐參宮線全線開業，此站啟用。不久後的1920年（大正9年）10月5日被廢除。隨後在1952年（昭和27年）4月1日再次啟用。最後在1965年（昭和40年）8月21日，隨著宇佐參宮線全線廢除使此站被廢除。

## 歷史
- 1916年（大正5年）3月1日 - 宇佐參宮鐵道車站啟用[2]。
- 1920年（大正9年）10月5日 - 封戶站被廢除[2]。
- 1945年（昭和20年）4月20日 - 宇佐參宮鐵道合併至大分交通，成為大分交通宇佐參宮線[2]。
- 1952年（昭和27年）4月1日 - 封戶站再次啟用[2]。
- 1965年（昭和40年）8月21日 - 宇佐參宮線全線廢除[2]。

## 相鄰車站
大分交通
宇佐參宮線
豐後高田－封戶－宇佐

## 注腳
1. 1 2  「軽便鉄道運輸開始」《官報》1916年3月4日（國立國會圖書館數碼化收藏）
2. 1 2 3 4 5 6 7 8 9 10  《日本鐵道旅行地圖帳 全線全站全廢線 12 九州沖繩》（監修：今尾惠介，新潮社，2009年4月發行）60頁
3. ↑  1920年PDF 歷史資料
4. ↑  うさ思い出の写真展 クラウス号とその時代 （页面存档备份，存于）（日語） 宇佐市民圖書館

## 相關項目
- 日本鐵路車站列表 Fu